# Vlag van Trujillo

Vlag van Trujillo (ratio 2:3)

De vlag van Trujillo bestaat uit twee horizontale banen in de kleuren rood (boven) en wit, met aan de linkerkant een groene driehoek waarin een witte vijfpuntige ster met daarin een gestileerde duif staat.
De rode baan symboliseert het bloed dat bij het verkrijgen van de Venezolaanse onafhankelijkheid is gevloeid en staat ook voor materiële en intellectuele werken. De witte baan staat voor de verkregen vrede en voor vriendschap gebaseerd op rechtvaardigheid. De groene driehoek verwijst naar de velden in de Andes en de laagvlaktes en in het bijzonder naar het belang van de landbouw voor de staat Trujillo.
De drie zijden van de groene driehoek symboliseren drie historische monumenten: de kathedraal Señor Santiago de Nuestra Señora de La Paz uit 1662 in de hoofdstad Trujillo, het nationale monument Entrevista de Bolívar y Morillo en Santa Ana en het monument ter ere van Nuestra señora de La Paz.
De witte ster symboliseert de voormalige provincie Trujillo, die met zes andere provincies de Venezolaanse onafhankelijkheid uitriep. De duif is een symbool van vrede.
De vlag werd aangenomen op 18 november 1994 en was het resultaat van een ontwerpwedstrijd. De ontwerper is de historicus Manuel Núñez Gil.